# غوريتسا (ماغنيسيا)
غوريتسا (Γορίτσα) هي مدينة في ماغنيسيا في مقاطعة فوريا إلادا في اليونان.
يبلغ عدد سكانها حوالي 142 نسمة.